# DJ List
DJ List (полное имя — Александр Валерьевич Лист(Глухов); род. 30 октября 1975, Москва) — российский музыкант, диджей, продюсер. В 2010 году вошёл в список лучших диджеев мира по версии журнала DJ Magazine.

## Биография
Александр Лист родился 30 октября 1975 года в городе Москва, в семье радиоинженера и учительницы. Ещё в юности познакомился с транс-музыкой, что в дальнейшем привело к увлечением религиозными практиками.
В 1989 году он стал участником группы FOMALGAUT, где приобщился к музыкальному направлению Funky house.
В 1991 году Александр взял себе псевдоним DJ List, а также издал за свой счёт избранные работы на кассетах. В 1993 году он стал одним из первых участников международного музыкального фестиваля КаZантип, проходившего в Крыму.
С 1997 года является вегетарианцем. В начале 1998 года совершил путешествие в Индию, что сказалось на дальнейшем творчестве. По возвращении из Индии провёл серию тематических вечеринок «Харе Кришна Party» в ночных клубах Москвы и Санкт-Петербурга.
В 2000 году выпустил альбом «Листопад», который повысил узнаваемость диджея, так как альбом разошёлся копиями в 150 000 экземпляров.
В 2001 году вышел компакт-диск «Maha Prasad» — результат совместной работы с электронным музыкантом Damodar. В 2002 году вышли альбомы в компиляции «Москва-Paris» и «Snow man».
В 2002 году российская премия Night Life Awards присудила DJ List награду «Лучший диджей года-2002». Через год, в 2003 году, диджей выпустил альбомы «Оттепель» и «Синхрофазотрон-Звездолёт».
В 2004 году вышли альбомы Exotic Cafe, Tabu, Svarana, Dark mix. Наиболее популярными стали композиции «Хари Кришна микс» и «Листопад». В тех же годах являлся постоянным участником вечеринок в Куршавеле, выступал главным диджеем на Russian Open Cup.
С 2005 по 2008 год регулярно выступал в ночном клубе Space на Ибице. В 2007 году стал главным диджеем танцевальных вечеринок официального промотура компании Toyota. В 2008 году возглавил фестиваль Global Gathering Belarus.
В 2011 году со своим близким знакомым Михаилом Баттоном создал коллектив List&Button. С 2015 года поддерживает Международный эко-фестиваль йоги и здоровья FREE SPIRIT.
В 2016 году занял 12 место в рейтинге лучших диджеев премии Alfa Future Awards.
В 2016 году признавался «Лучшим диджеем» по версии Megapolis FM.
В 2017 году открыл собственный лейбл LISTOPAD. Название лейбла отсылает к названию самого популярного альбома диджея. В том же году стал победителем в номинации «People`s choice» на сайте Премии Alfa Future Awards.
С 2017 года на радио Megapolis FM выходит авторская программа DJ List под названием «Танцы со Вселенной».
C 2018 года выступает на масштабном фестивале Alfa Future People. В том же году занял 13 место в рейтинге лучших диджеев в ежегодном российском онлайн-голосовании.

## Личная жизнь
В 2010—2020 годах состоял в браке с российской телеведущей Иреной Понарошку. У пары двое сыновей: Серафим (род. 2011) и Теодор (род. 2018).
DJ List является последователем Международного общества сознания Кришны.

## Награды и номинации
| Год  | Премия             | Номинация              | Работа  | Результат |        |
| ---- | ------------------ | ---------------------- | ------- | --------- | ------ |
| 2002 | Night Life Awards  | Лучший DJ 2002         | DJ List | Победа    | [ 9 ]  |
| 2016 | Alfa Future Awards | ТОП-100 лучших диджеев | DJ List | Номинация | [ 6 ]  |
| 2016 | Megapolis FM       | Лучший DJ 2016         | DJ List | Победа    | [ 15 ] |
| 2017 | Alfa Future Awards | People`s choice        | DJ List | Победа    | [ 16 ] |
| 2018 | TOP100DJ           | TOP100DJ России        | DJ List | Номинация | [ 20 ] |

## Дискография

### Мини-альбомы (EP)
- Rasa Lila[23]
- Govinda[24]
- Govinda Remixes (feat. Radha Krishna Temple)[25]
- Prasad[26]
- Merry Krishna’s[27]
- Zvezda[28]
- Kundalini Meditation[29]

### Синглы
- Remixes[30]
- Prana[31]